# Джованні Сегантіні
Джованні Сегантіні (італ. Giovanni Segantini; 15 січня 1858, Арко біля Тренто — 28 вересня 1899, Понтрезіна, Швейцарія) — італійський художник, представник символізму в живописі. Малював портрети, пейзажі, жанрові композиції, картини з символічним забарвленням.

## Біографія і творчість

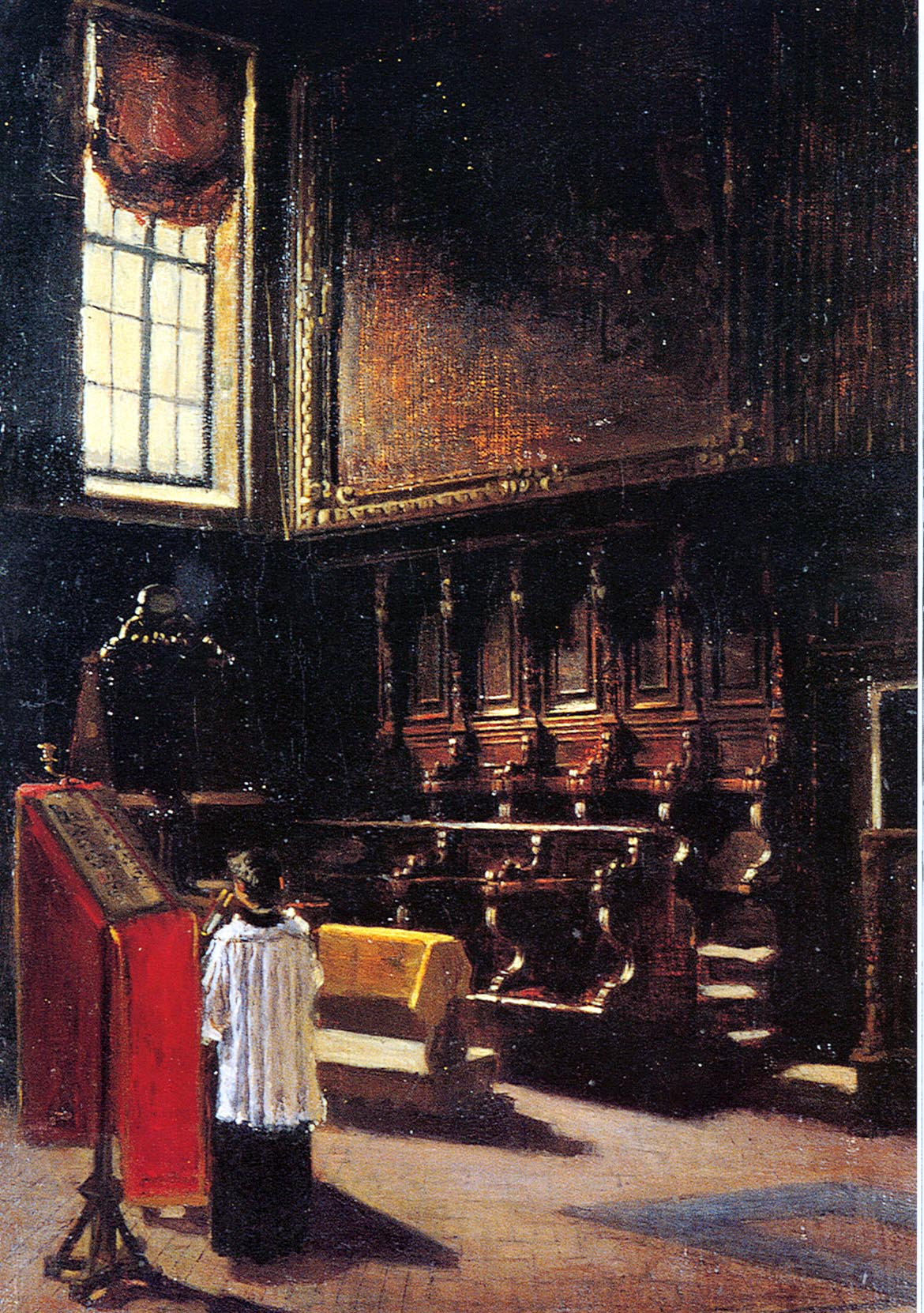
Джованні Сегантіні. «Хор церкви Сант Антоніо в Мілані» (1879)

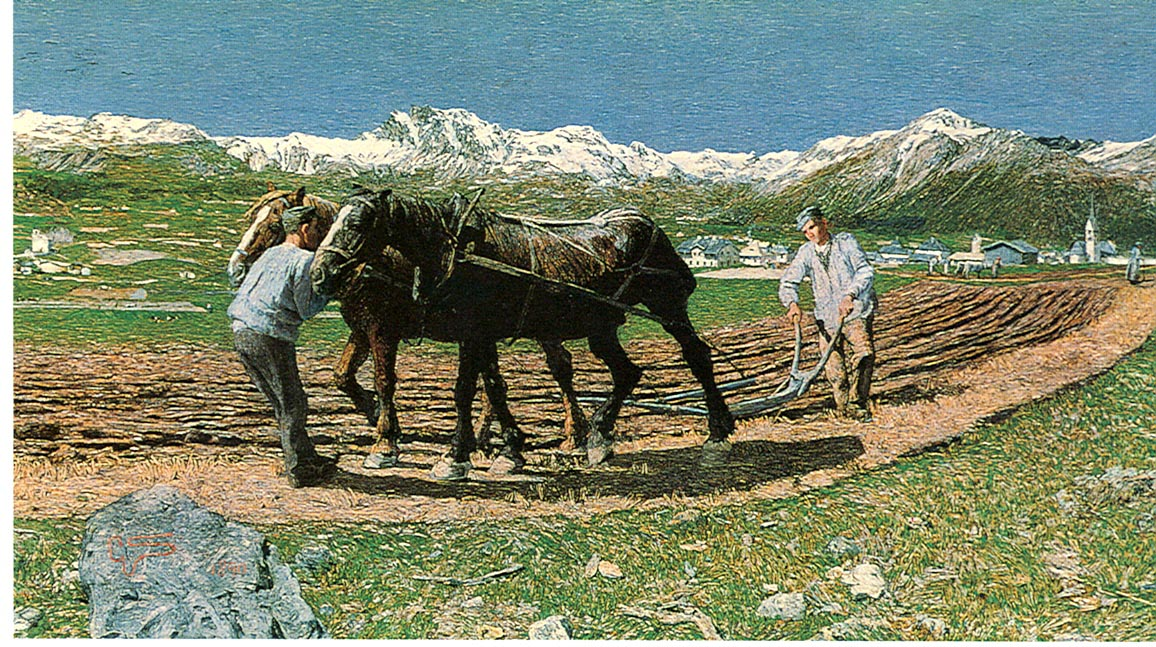
Джованні Сегантіні. «Плугатар»

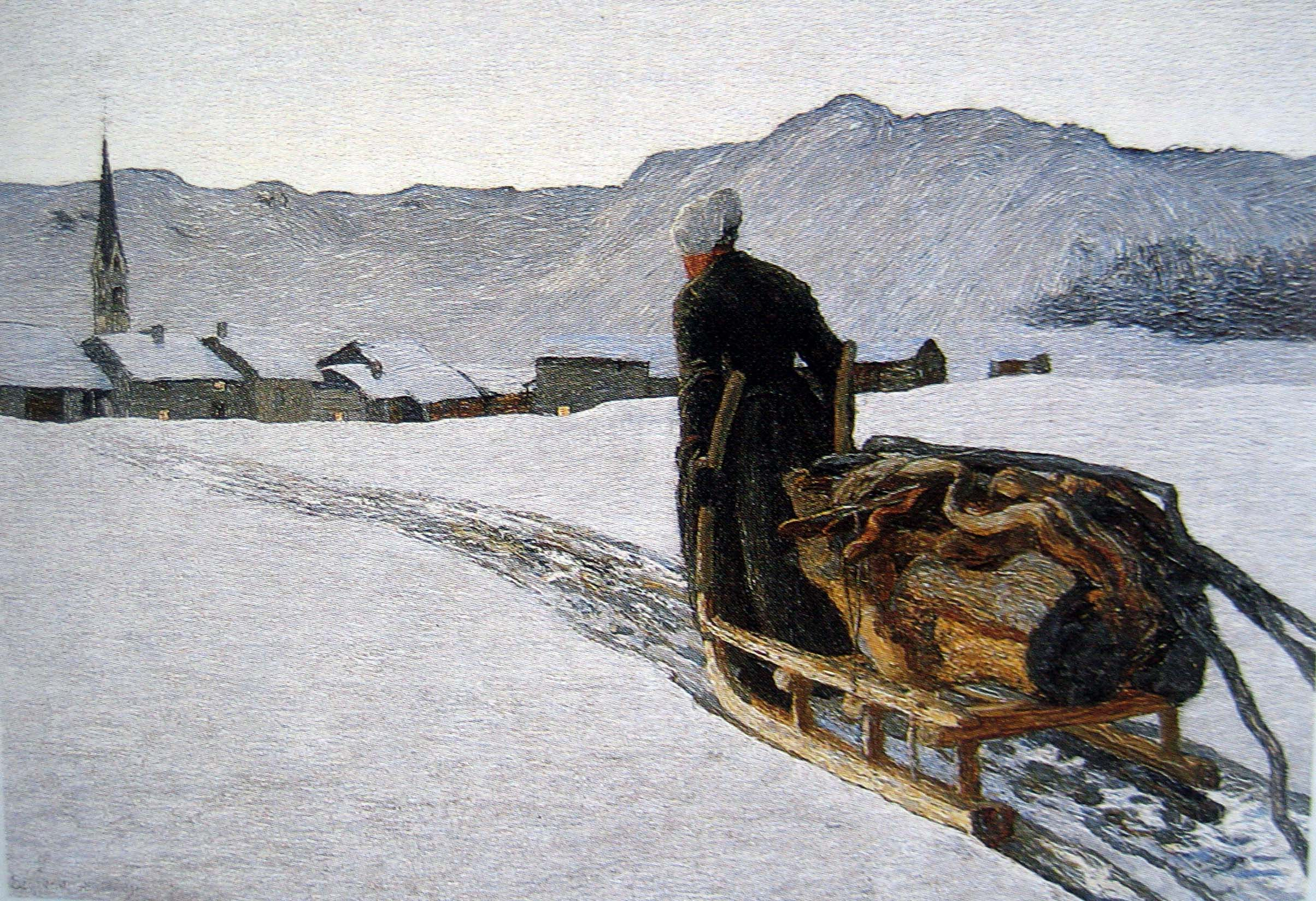
Джованні Сегантіні. «Селянка тягне дрова взимку» або «Повернення з лісу».

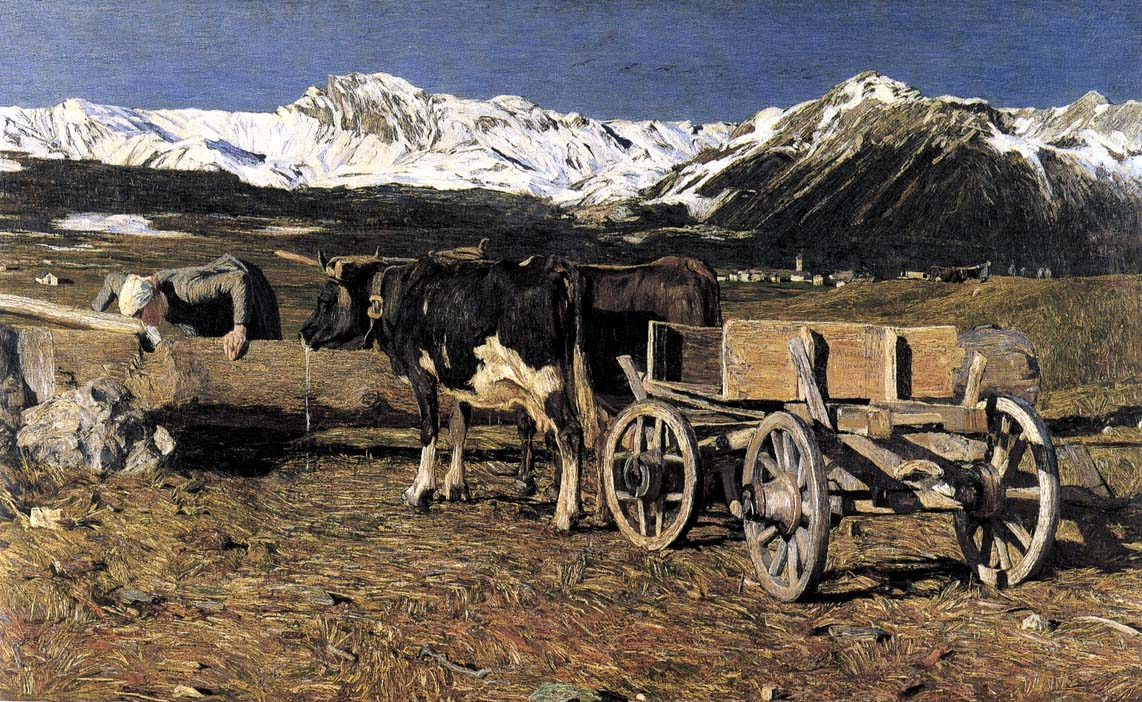
«На водопої»

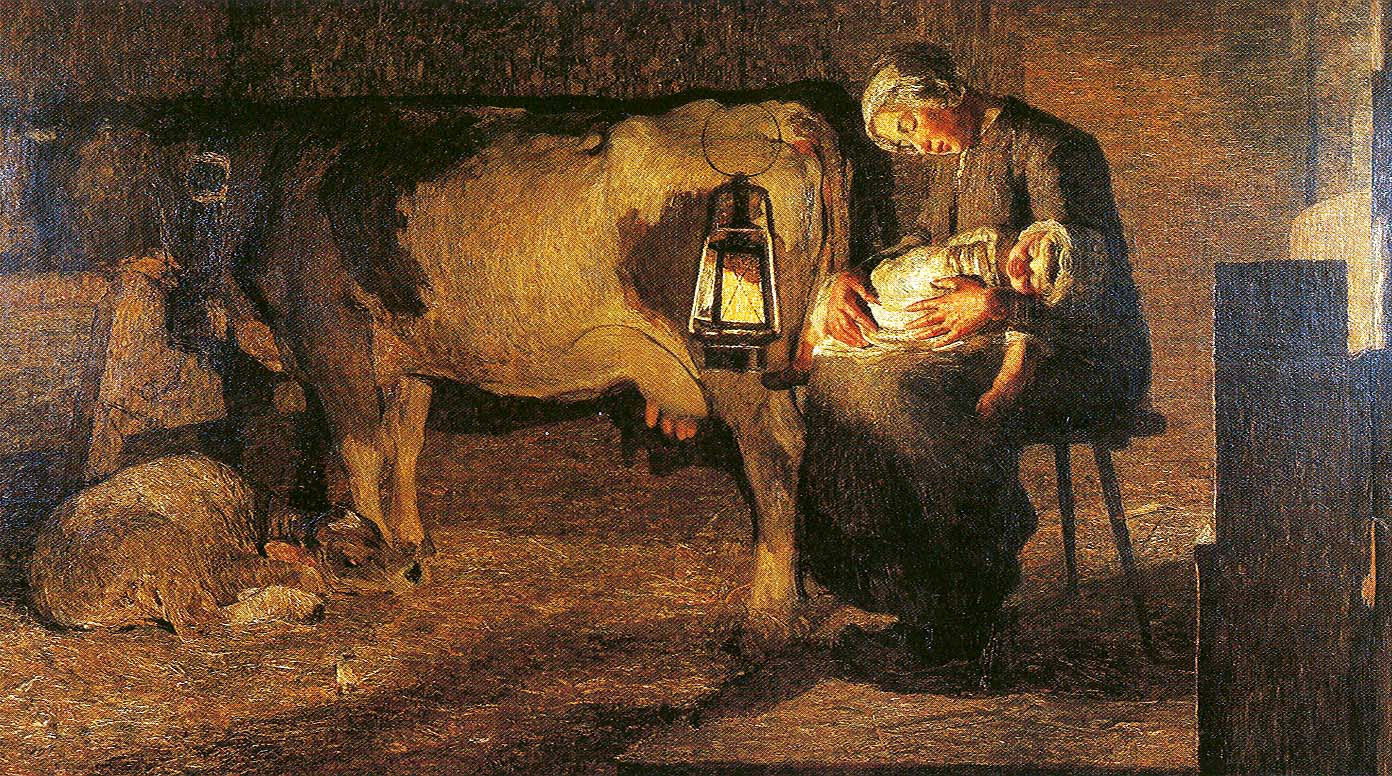
«Дві матері»

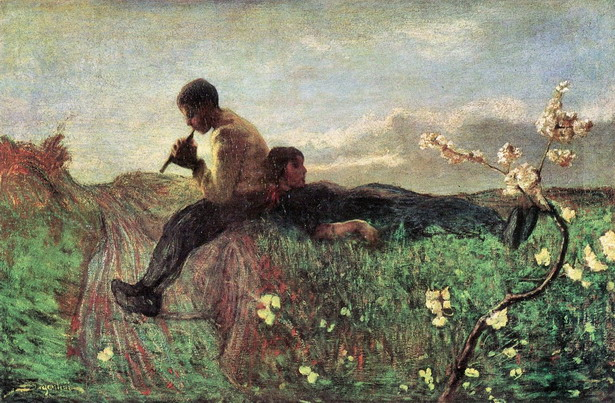
«Ідилія»

Народився в бідній родині поблизу Тренто. Відсутність значних мистецьких центрів в краї спонукала перебратися в Мілан, де отримав художнє навчання в вечірній школі Академії Брера в місті Мілан.
Серед друзів митця — художник Еміліо Лонгоні, з яким він працював разом. Серед знайомих митців — брати Альберто і Вітторе Грубічі, власники художньої галереї, яка стане також архівом молодих художників.
Одна з перших картин Сегантіні — «Хор церкви Сант Антоніо» (1879) цілком жанрова, реалістича. Художника привабив мотив освітлення з вікна, що по різному відбився на віконній завісі, картині в важкій рамі, різблених лавах церкви.
Художник, що виріс в провінції, що знав злидні і важку працю сусідів, часто малював сільські сцени — «Збирання сіна», «Плугатар», «На водопої», «Селянка тягне дрова взимку». Одна з найпоетичніших картин Сегантіні в його сільській тематиці — «Дві матері», що подає годувальницю корову з телям і селянку з немовлям як рідних, нерозривно пов'язаних живих істот. І без туманних натяків і темних символів картина стала символом сільського життя взагалі, на яке так рідко могло спромогтися мистецтво всього 19 століття.
До 1888 року Сегантіні стиснув в Мілані міцну дружбу з художником, який вже досяг великої популярності Франче́ско Філіппиіні, який присвятив картину «Враження лагуни».
На картинах Сегантіні незвична, позбавлена екзотики, провінційна Італія прикордонних, гірських районів з бідною рослинністю, майже пустельна, позбавлена картинності Тоскани, Венето, Кампаньї, як в бідних краєвидах, так і в одязі персонажів. В картинах часто присутні гори з нетанучими снігами Альп.
Цікавим є порівняння малюнка Сегантіні «Сіяч» з декількома творами ван Гога на цю ж тему. Але Сегантіні вирішує свій твір в реалістичнішій манері.
Навчання в Мілані, стикання з новою буржуазною культурою відбилося в наверненні до незвичних тем, далеких від реалізму ранішніх творів, і насичених символами, таємицями, натяками на ускладненість життя і внутрішнього світу сучасників. Але картини Сегантіні позбавлені надриву, відкритого зображення страждань, хоча настрій його картин далекий від радості.
Однією з провідних тем Сегантіні стала смерть. Він звертався до цієї теми на різних етапах творчості від цілком реалістичних зображень («Голова померлого») до визнаних творів в стилістиці символізму («Смерть», 1899).
Художня манера Сегантіні була делікатна, він малював невеликими мазками і крапками (техніка пуантілізму). На багатьох його творах можна добре розгледіти крапки і риски. Але ці риски невеликі, ідуть за формою речей чи гір і далекі від розхристаної віртуозності Джованні Болдіні.

## Визнання
Визнання як художник, Сегантіні отримав на виставці в Амстердамі у 1883 р, де представив свою картину «Аве Марія», мотив якої перегукувався з відомим твором Франсуа Мілле «Анжелюс». Але Сегантіні переніс сюжет на човен, що перевозить вівці по воді. На обрії височить церква в дивному сонячному сяйві, що і надало картині символічного забарвлення і філософських узагальнень. Серед нагород художника — золота медаль в Парижі у 1889 р., золота медаль на виставці в Турині у 1892 р.

## Смерть
Художник помер у віці 41 рік. Він захворів, коли перебував високо у горах і не було можливості транспортувати хворого униз у долину, де був лікар. Несподівана смерть виглядала незрозумілою і за припущеннями була викликана отруєнням від свинцю, котрий тоді додавали у фарби. На аутопсії, однак, знайшли запалення апендицита і художник помер від його ускладнень.

## Увічнення пам'яті
В садибі художника створено музей Сегантіні.

## Декілька фото Сегантіні

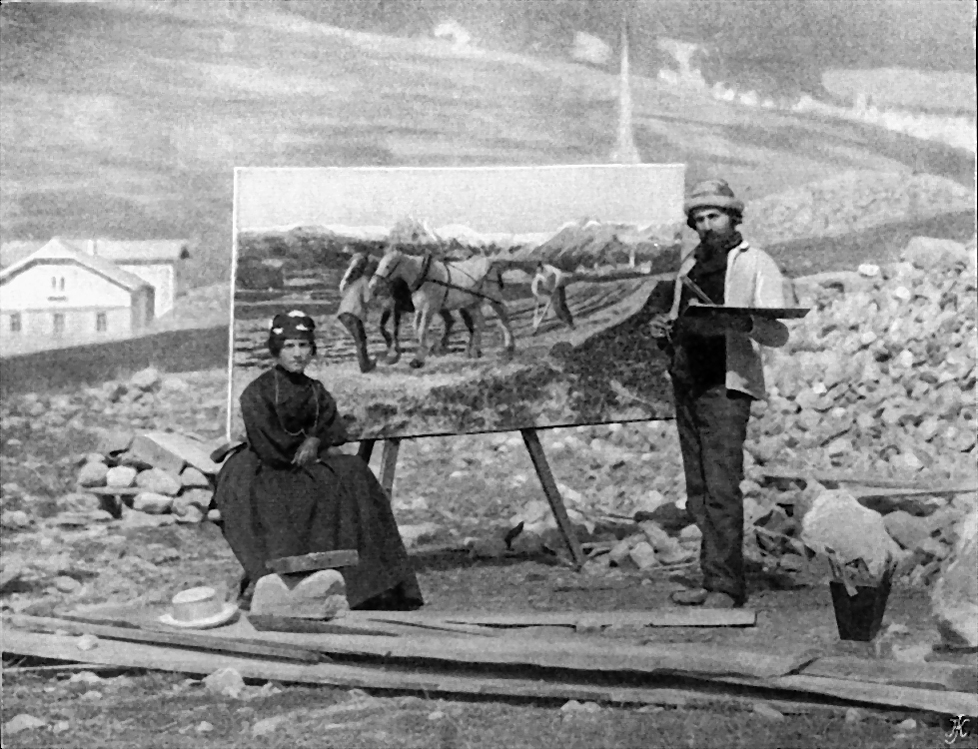
За створенням картини «Плугатар»
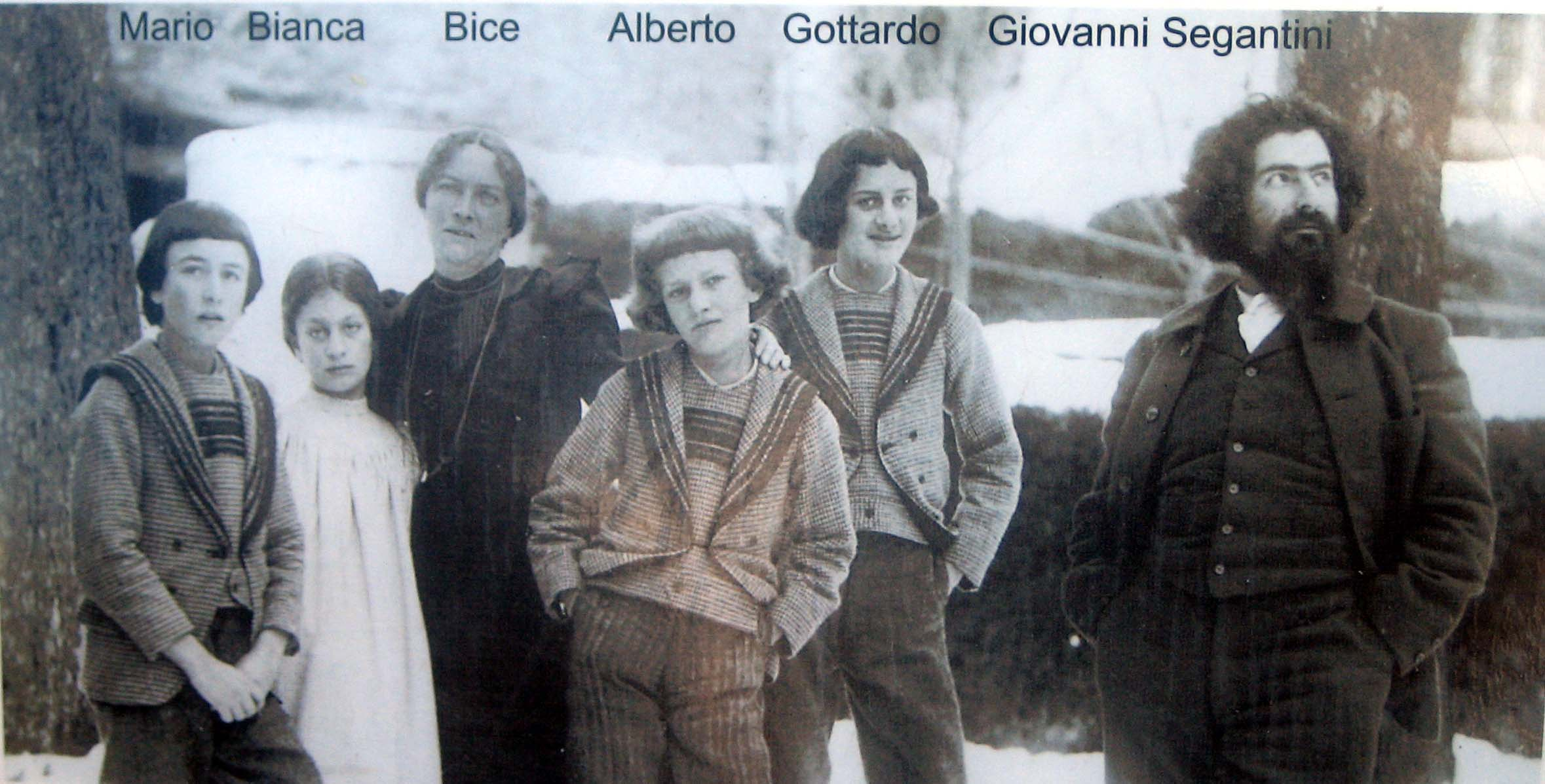
Сегантіні з дружиною і дітьми
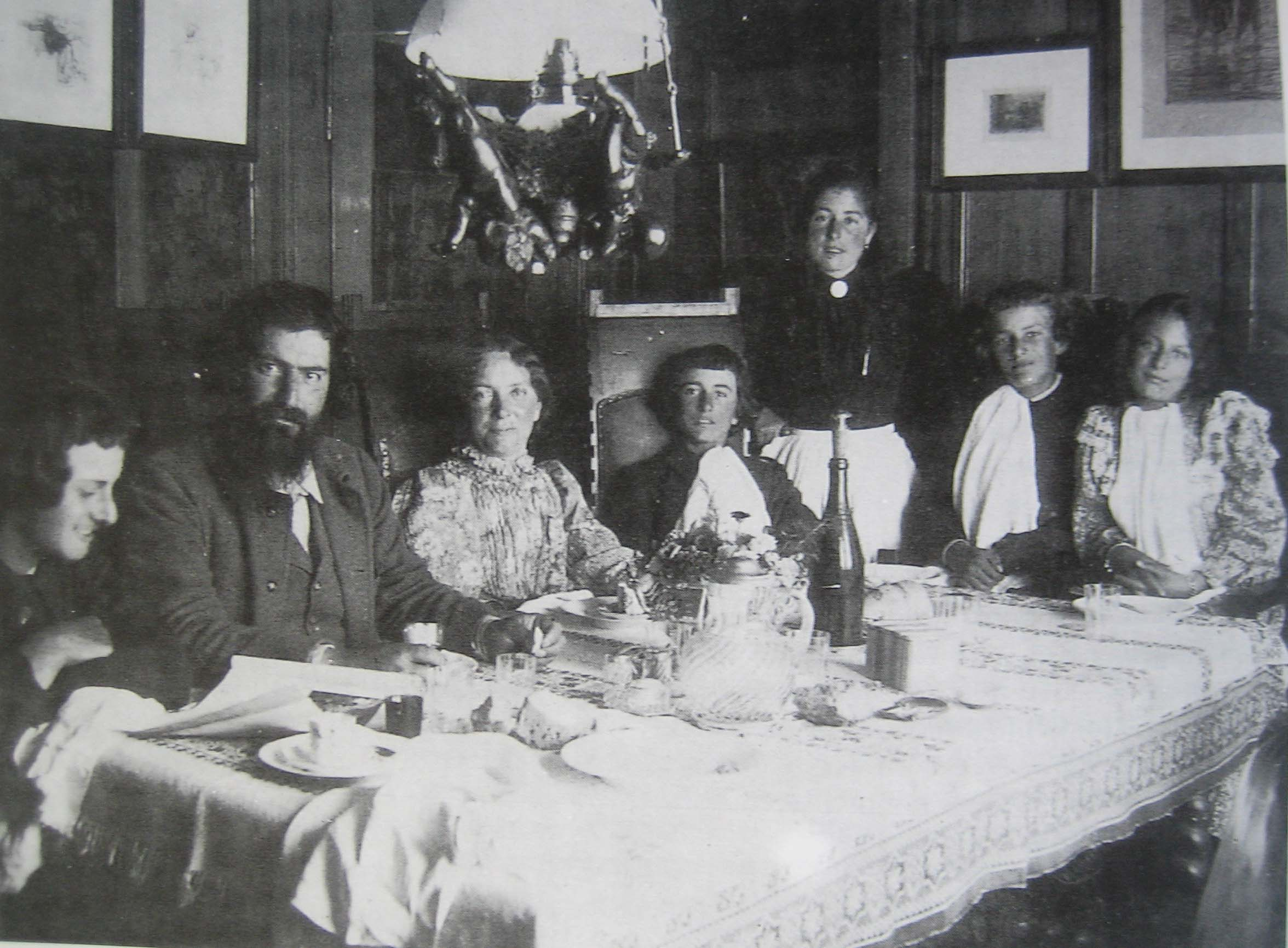
Обідній стіл з родиною

## Картини в стилі символізму

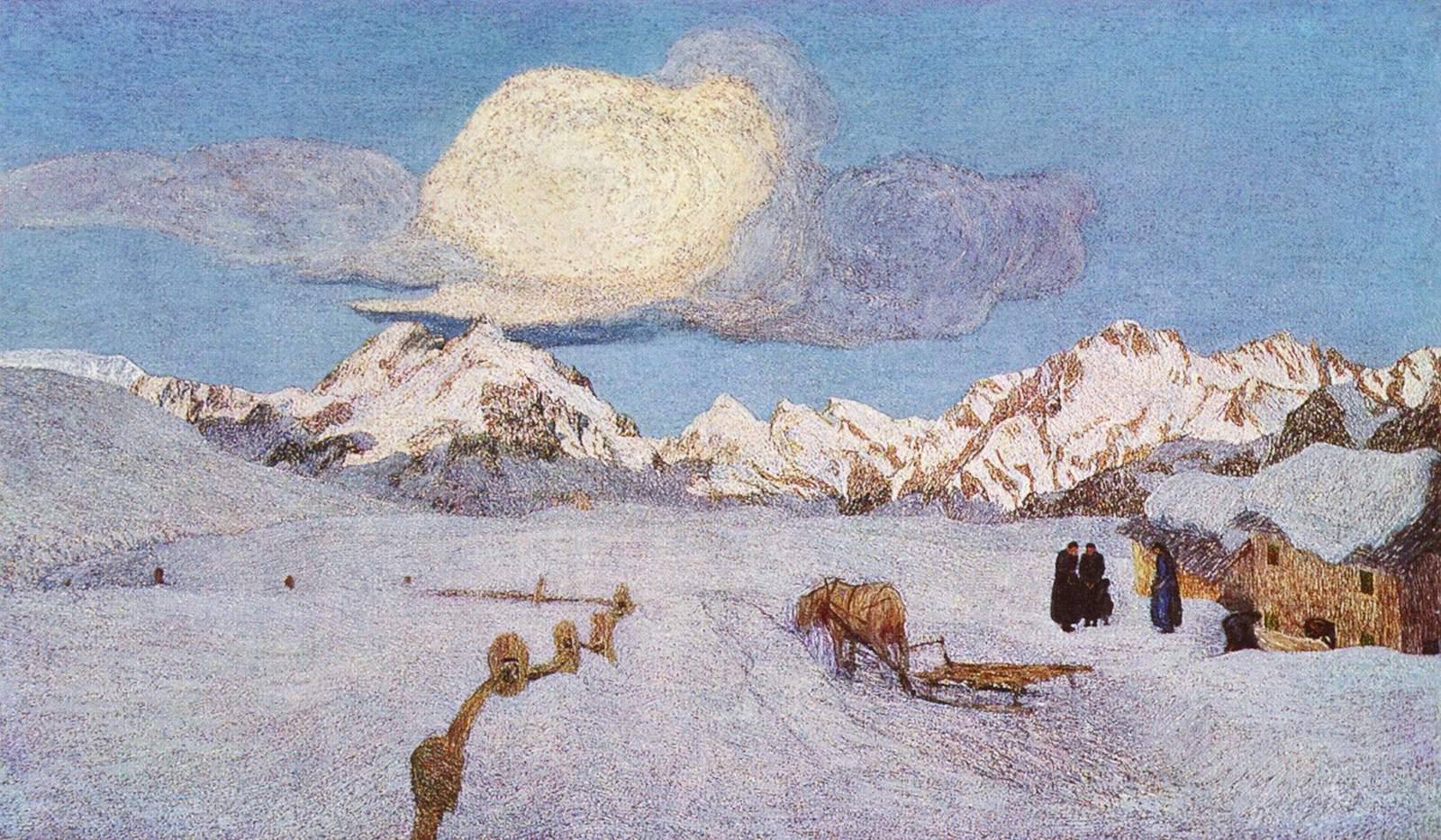
«Смерть»
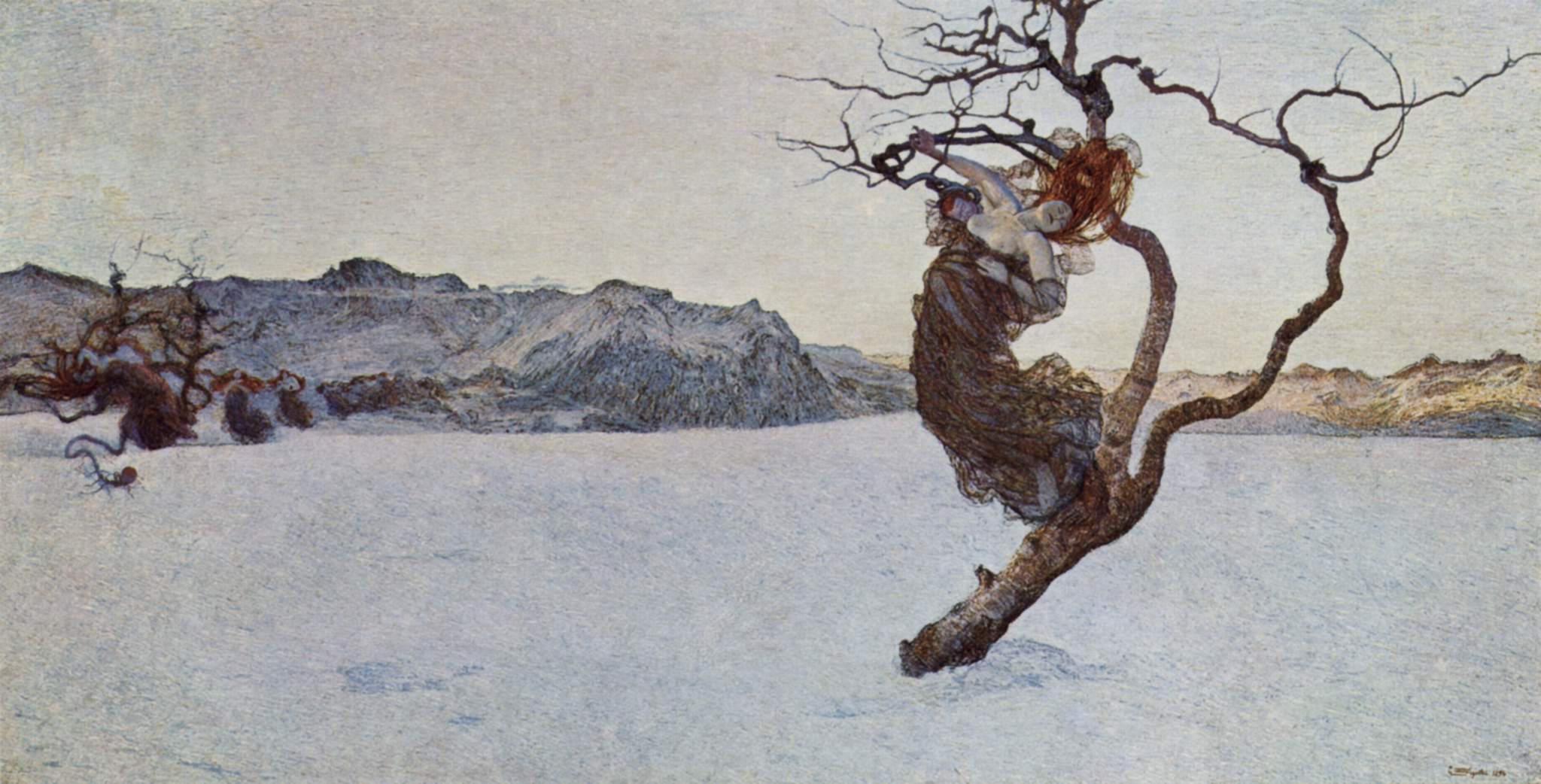
«Грішна матір» («Покарання за хтивість»).
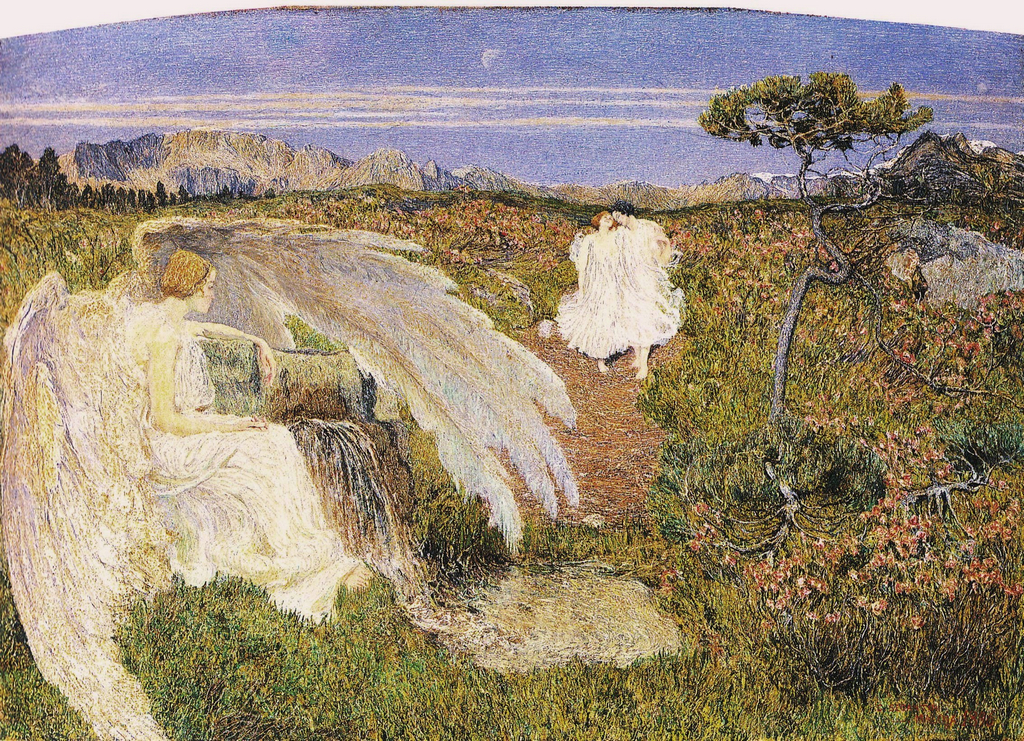
«Джерело Життя»

## Галерея

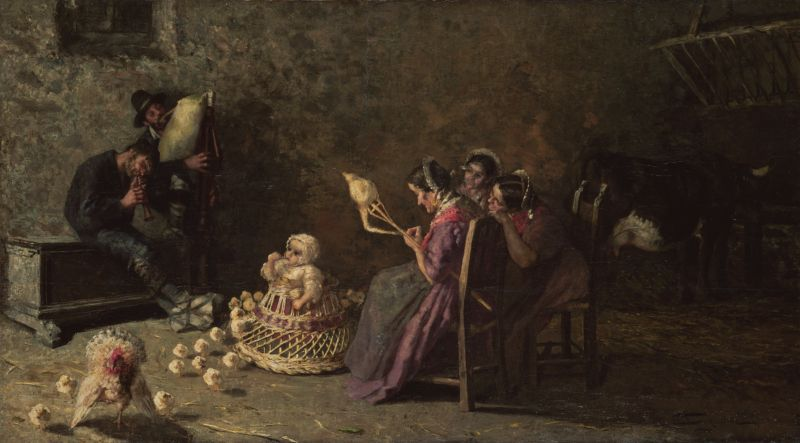
«Сільські музики Бріанца», 1885 р. Національний музей західноєвропейського мистецтва (Токіо)

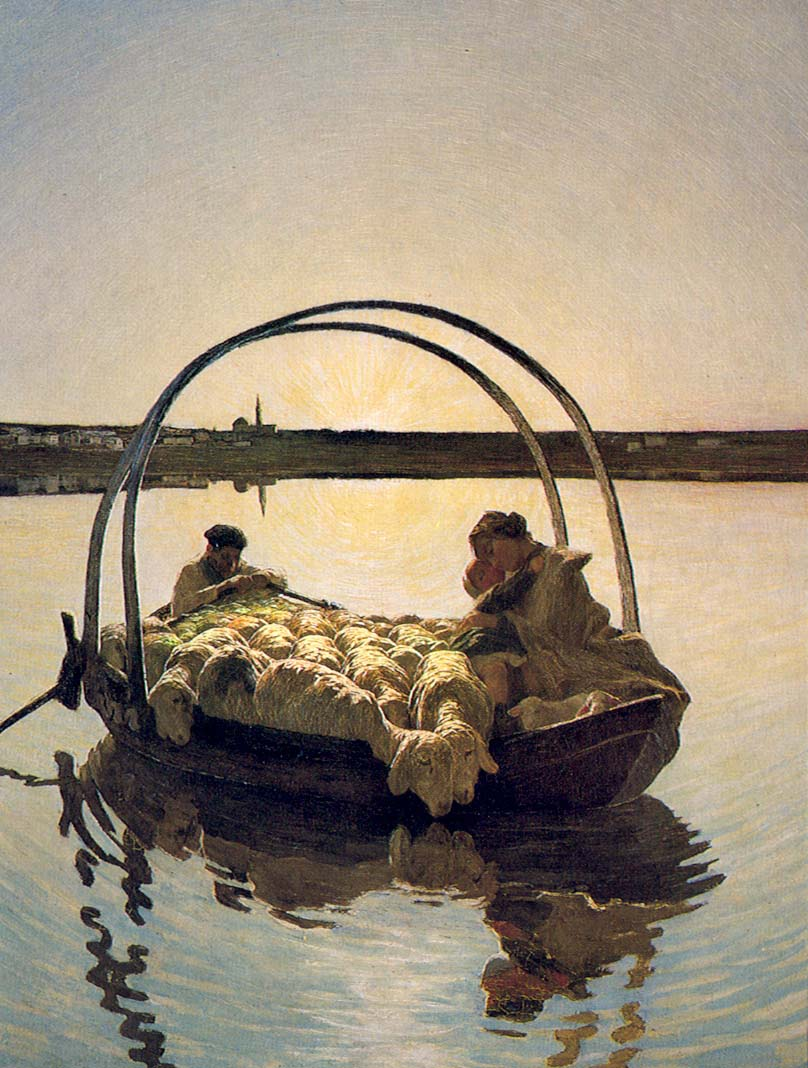
«Аве Марія»
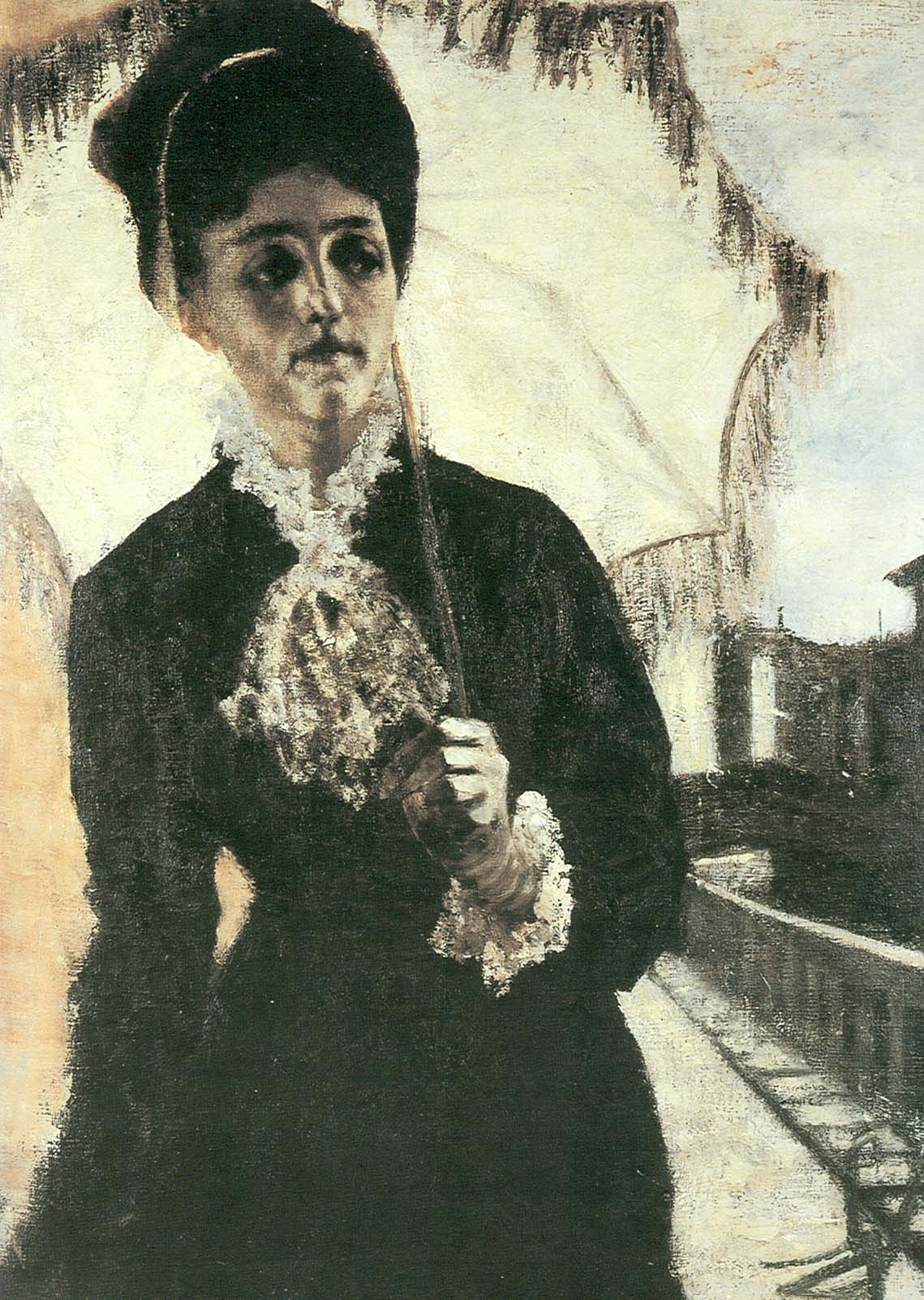
«Портрет сеньйори Тореллі»
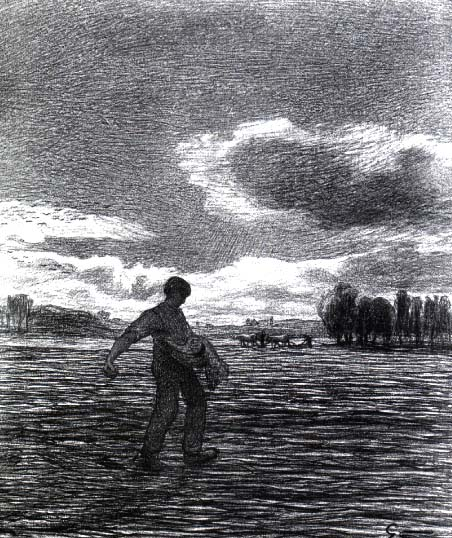
«Сіяч», графіка
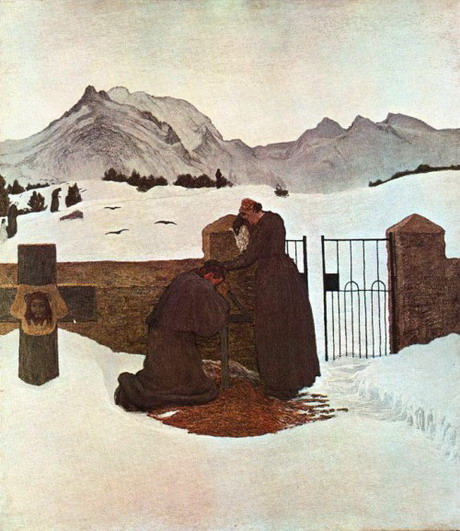
«Біль непоправної втрати»
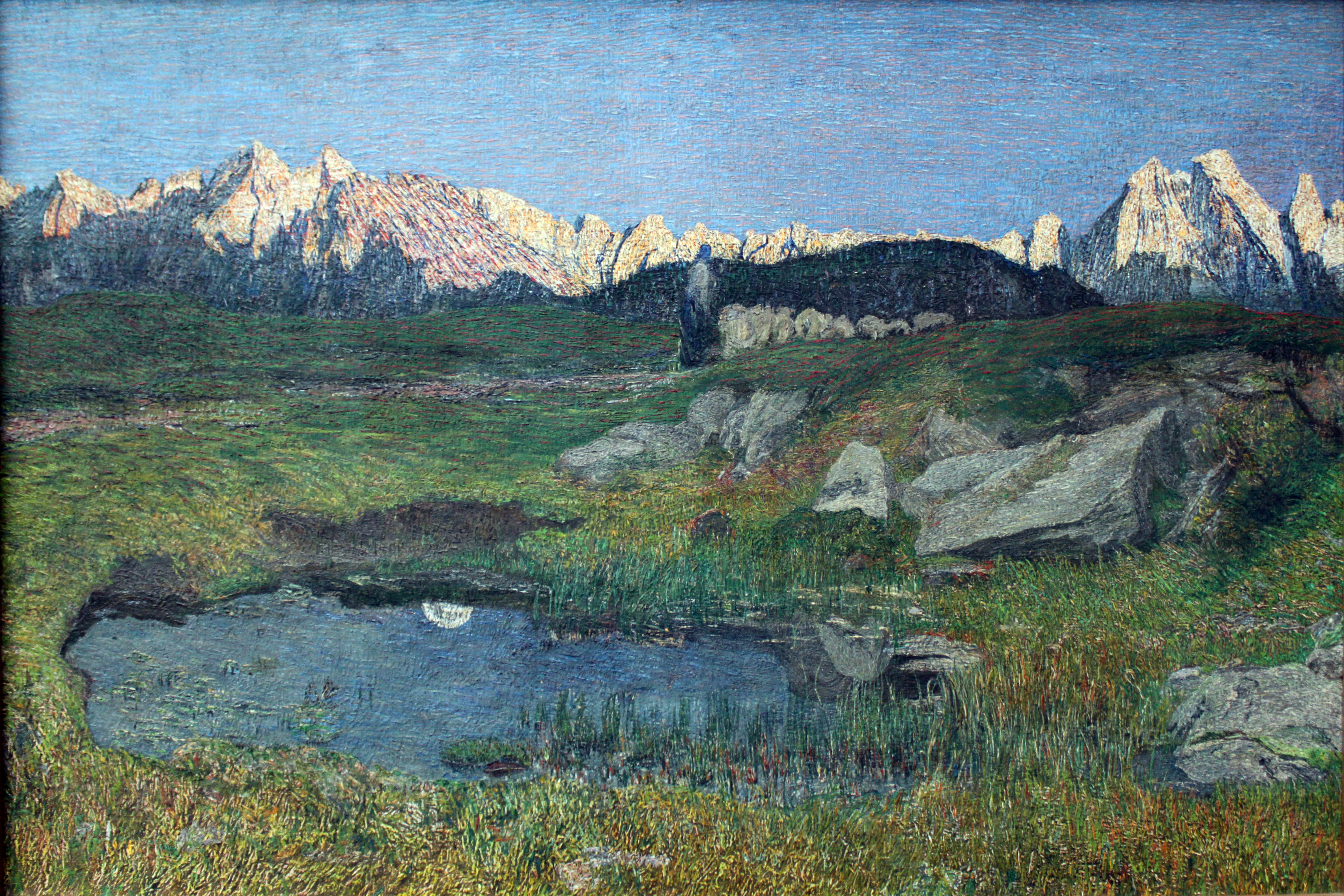
«Альпійський пейзаж надвечір», 1897 р.